# Jacques P. Ouellet
Pour les articles homonymes, voir Jacques Ouellet.
Jacques P. Ouellet (1953 à Van Buren dans le Maine aux États-Unis - ) est un écrivain acadien.
Il réside depuis 1976 à Tracadie-Sheila dans la province du Nouveau-Brunswick au Canada.
En 1993, il a fondé les Éditions La Grande Marée ltée.

## Honneurs
- 2001 - Prix France-Acadie pour La Revanche du pékan

## Œuvres
- Ippon, La Grande Marée, 1993  (ISBN 2-9803838-0-5)
- La Promesse, La Grande Marée, 1996, 357 pages  (ISBN 2-921722-10-0)
- La Revanche du pékan, La Grande Marée, 302 p. 2001  (ISBN 2-921722-19-4)
- Des violettes en août, La Grande Marée, 2005  (ISBN 2-921722-61-5)